# Skupina kosmonautů CKBM

Orbitální stanice Almaz

Skupina kosmonautů CKBM vznikla roku 1972 v Čelomějově Centrální konstrukční kanceláři strojírenství (CKBM) v Reutovu. Vedení podniku počítalo s lety svých zaměstnanců na orbitální stanici Almaz v kosmické lodi TKS. Vývoj lodi TKS se protahoval, proto k Almazům, vypuštěným jako Saljut 2, Saljut 3 a Saljut 5, létaly upravené Sojuzy. Program TKS byl nakonec z finančních důvodů roku 1981 zrušen, nicméně skupina existovala až do dubna 1987. Nikdo z jejích členů se do vesmíru nedostal.

## Historie skupiny
Sestavování skupiny kosmonautů CKBM (od 1983 NPO Mašinostrojenija) začalo roku 1967, přihlásilo se přes 300 inženýrů. Vybraní kandidáti z řad inženýrů společnosti prošli prověrkou zdravotního stavu v Institutu lékařsko-biologických problémů, souhlas Meziresortní lékařské komise (GMK) k výcviku dostali 20. května 1968 Oleg Nikolajevič Berkovič (do 1969) a Leonard Dmitrijevič Smiričevskij (do 1971), 16. října 1968 Viktor Nikolajevič Jeremič (do 1971), Valerij Grigorjevič Makrušin a Eduard Dmitrijevič Suchanov. V létě 1970 byla na lékařské testy vyslána druhá skupina kandidátů. 25. února 1971 souhlas GMK k výcviku dostali Alexej Anatoljevič Grečanik s Dmitrijem Andrejevičem Jujukovem. Po získání souhlasu lékařů byli kandidáti zařazeni do speciální skupiny zkušebních inženýrů. Její členové absolvovali fyzickou, parašutistickou a potápěčskou přípravu, trénink ve stavu beztíže. Spolupracovali při zkouškách a vývoji stanice Almaz a lodi TKS.
Z členů speciální skupiny získal kvalifikaci zkušebního kosmonauta (космонавта-испытателя) 22. března 1972 Valerij Makrušin a 27. března 1973 Dmitrij Jujukov. 26. července 1973 získal souhlas GMK a byl zařazen mezi zkušební inženýry Valerij Alexandrovič Romanov.
Roku 1975 generální konstruktér Vladimir Čelomej rozhodl o rozšíření počtu kosmonautů na šest lidí. Skupina byla rozšířena především o inženýry z pobočky v Filách. 31. srpna 1977 tak získal souhlas GMK k výcviku Vladimír Mkrtyčovič Gevorkjan a 1. listopadu 1977 Valerij Alexandrovič Chatulev. V prosinci 1978 získali kvalifikaci zkušební kosmonaut Grečanik, Romanov, Gevorkjan a Chatujev.

Kosmická loď TKS

Valerij Makrušin, Valerij  Romanov a Dmitrij Jujukov byli v prosinci 1978 určeni do posádek lodí TKS. Ale zanedlouho (roku 1981) byl celý program letů lodí TKS zrušen. 
Mezitím od roku 1978 probíhalo další kolo rozšiřování skupiny. Souhlas GMK k výcviku a zařazení mezi zkušební inženýry získali postupně Anatolij Merkurjevič Čech (do 1982) v červenci 1979, Boris Nikolajevič Morozov 31. října 1979, Sergej Vladimírovič Čelomej (do 1983, syn Vladimira Čeloměje) a Sergej Andrejevič Čučin 14. dubna 1981, Sergej Erislavovič Kondratěv a Lev Nikolajevič Tararin roku 1981. Vzhledem k ukončení programu TKS se nikdo z této šestice kosmonautem nestal.
Skupina byla zrušena příkazem ministra všeobecného strojírenství č.138 z 8. dubna 1987.

## Kosmonauti CKBM/NPO Mašinostrojenija
| Jméno                         | Narození/úmrtí                 | Ve skupině od    | Ve skupině do |
| ----------------------------- | ------------------------------ | ---------------- | ------------- |
| Valerij Grigorjevič Makrušin  | 14. ledna 1940 2003            | 22. března 1972  | 8. dubna 1987 |
| Dmitrij Andrejevič Jujukov    | 26. února 1941                 | 27. března 1973  | 8. dubna 1987 |
| Alexej Anatoljevič Grečanik   | 25. března 1939                | 1. prosince 1978 | 8. dubna 1987 |
| Vladimír Mkrtyčovič Gevorkjan | 28. května 1952 13. dubna 2008 | 1. prosince 1978 | 8. dubna 1987 |
| Valerij Alexandrovič Romanov  | 18. srpna 1946 18. září 2014   | 1. prosince 1978 | 8. dubna 1987 |
| Valerij Alexandrovič Chatulev | 26. února 1947                 | 1. prosince 1978 | 1980          |